# Studios Mountain
Le Mountain Studios est un studio d'enregistrement situé originellement à Montreux, et désormais à Attalens, dans le canton de Fribourg toujours en Suisse. 
Le studio a été créé par Alex Grob et a ouvert ses portes le 3 juillet 1975. Le groupe de rock britannique Queen en a été le propriétaire de 1979 jusqu'en 1993. Depuis, il a appartenu au producteur David Richards — également producteur de Queen — jusqu'à sa mort en décembre 2013. Il abrite ensuite le musée Queen: The Studio Experience géré par le Mercury Phoenix Trust.

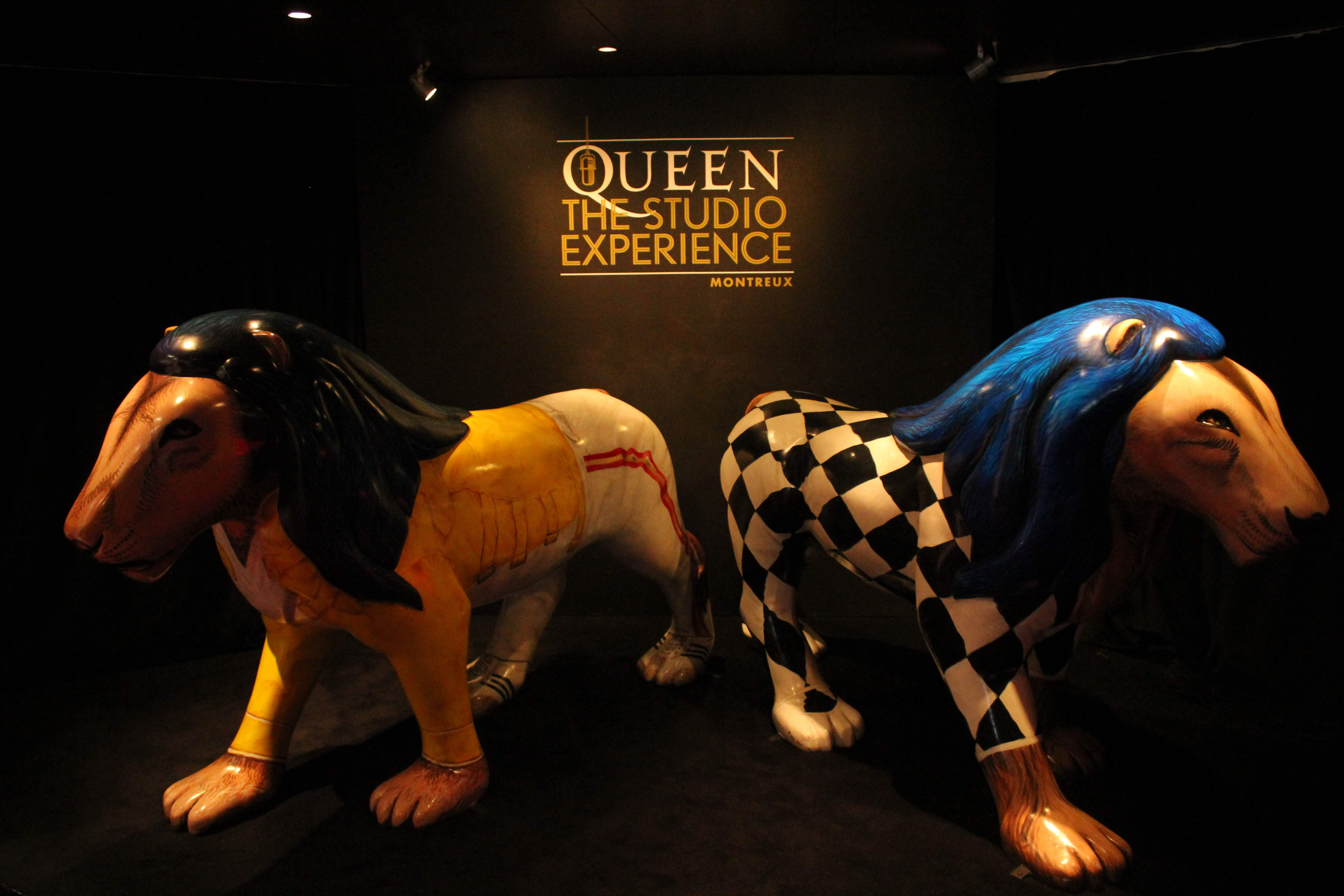
Entrée du musée Queen: The Studio Experience

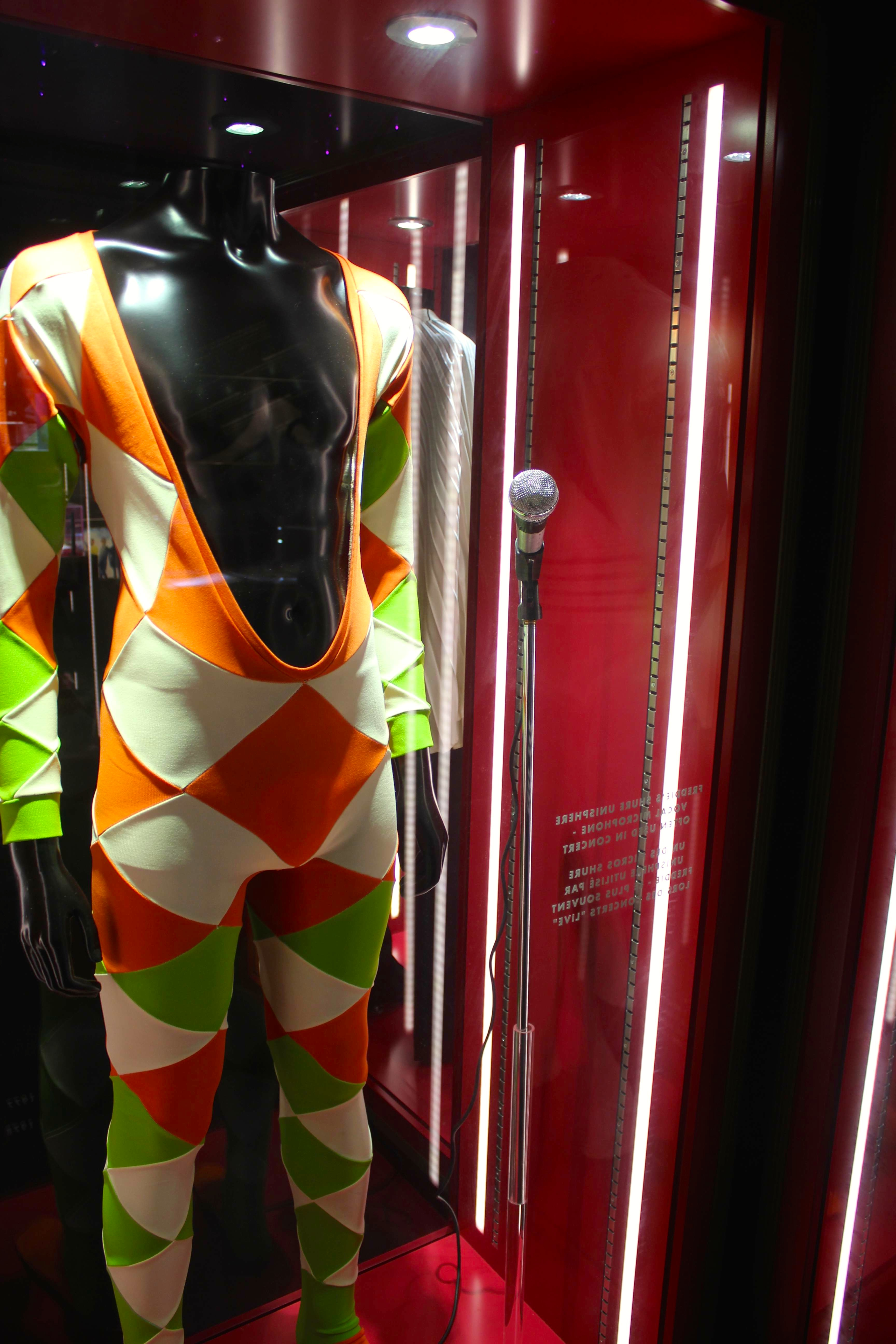
Costume de scène de Freddie Mercury dans le musée

## Albums enregistrés dans ce studio
- Queen[5]
  - Jazz (1978)
  - Hot Space (1982)
  - A Kind of Magic (1986)
  - The Miracle (1989)
  - Innuendo (1991)
  - Made in Heaven (1995)
- Brian May
  - Back to the Light (1992)
- Freddie Mercury & Montserrat Caballé
  - Barcelona (1988)
- Roger Taylor
  - Fun in Space (1981)
  - Strange Frontier (1984)
- The Cross
  - Shove It (1988)
  - Mad, Bad, and Dangerous to Know (1990)
- AC/DC
  - Fly on the Wall (1985)
- David Bowie[6]
  - "Heroes" (1977)
  - Lodger (1979)
  - Tonight (1984)
  - Never Let Me Down (1987)
  - Black Tie White Noise (1993)
  - The Buddha of Suburbia (1993)
  - 1. Outside (1995)
- Iggy Pop
  - Blah Blah Blah (1986)
- Chris Rea
  - Water Sign (1983)
  - Wired to the Moon (1984)
  - Shamrock Diaries (1985)
  - On the Beach (1986)
- The Rolling Stones
  - Black and Blue (1976)
- Yes
  - Going for the One (1977)
- Rick Wakeman
  - Rick Wakeman's Criminal Record (1977)
- Magnum
  - Vigilante (1986)
- Smokie
  - The Montreux Album (1978)